# The Fisher King
Fisher King er en amerikansk komedie-drama film fra 1991 skrevet af Richard LaGravenese og instrueret af Terry Gilliam. Med Robin Williams og Jeff Bridges i hovedrollerne, og med Mercedes Ruehl, Amanda Plummer og Michael Jeter i biroller.

## Handling
Parry er en hjemløs professor i historie, som lever i en fantasiverden i New York. Han er på ridderfærd i en verden fuld af middelalderborge, riddere og nødstedte jomfruer. Jack arbejdede engang som radiovært med succes, men en tragedie har kastet ham fra toppen ned til bunden af samfundet. Her befinder han sig på selvmordets rand, men bliver hjulpet af den mindst tænkelige redningsmand: Parry.

## Medvirkende
- Jeff Bridges som Jack Lucas
- Robin Williams som Parry/Henry Sagan
- Mercedes Ruehl som Anne Napolitano
- Amanda Plummer som Lydia
- Michael Jeter som Hjemløse Cabaret Sanger
- David Hyde Pierce som Lou Rosen
- Lara Harris som Sondra
- Harry Shearer som Ben Starr
- Kathy Najimy som Forrykte Video Kunde
- John de Lancie som TV Executive
- Tom Waits som Handicappede Veteran (ukrediteret)